# Парк будинку відпочинку «Айвазовське»
Парк будинку відпочинку «Айвазовське» — парк-пам'ятка садово-паркового мистецтва місцевого значення, розташований на південному узбережжі Криму на території Алуштинської міськради. Площа — 18 га. Землекористувач — парк будинку відпочинку «Айвазовське».
Створена відповідно до Постанови ВР АРК № 286-2/98 від 19 листопада 1998 року.

## Опис
Парк розташований біля узбережжя Чорного моря у смт Партеніт у лікувально-оздоровчому комплексі «Айвазовське» Плака. Будівництво парку було розпочато в 60-х роках ХХ століття, раніше на цьому місці були виноградники. Площа — 18 гектарів.
Цей парк створювався саме як зразок нинішнього ландшафтного дизайну. Композиції, наявні в парку, поєднують образи давньогрецької культури з Таврськими спорудами, генуезька фортифікація часів середньовіччя сплітається з елементами східного саду. У цьому парку бували досить відомі особистості, такі як Айвазовський, Міцкевич, а також Пушкін, пам'ятник якому розташований на набережній.
У парку є Сад богині Артеміди, давньогрецька садиба і Східний сад. Нововведення садово-паркового мистецтва:
- англійський сад у стилі «Модерн», у якому є ротонда, скульптура з мармуру, «колодязь спокуси»;
- італійський сад із басейном та оригінальним водоспадом;
- терасний сад.

## Природа
Рослинний покрив парку являє собою рослинний контраст із навколишньою мізерною природною рослинністю Маломаяцького ландшафту. Деревна рослинність перешкоджає розвитку зсувній діяльності, сприятливо впливає на місцевий мікроклімат. Середній діаметр дерев парку 20-25 см. І висота 10-12 м. За віку в 30-40 років свідчить про чудову життєвості насаджень. Флористичний склад становить більше 150 найменувань. Близько 35 видів флори є рідкісними.
Флора парку різноманітна, зростає понад 250 різновидів рослин, серед яких як характерні для цієї місцевості дерева і чагарники, так й екзотичні представники рослинного світу. На сьогоднішній день на території парку зростає понад 15000 дерев, а також 30500 різноманітних чагарників, серед яких кедр атласький, ялиця нумідійська, сосна італійська, магнолія великоквіткова, гігантська секвоя, суничник.
Справжньою перлиною парку є оливковий гай (32 екземпляри маслини європейської). Велику цінність парку становить єдине на південному узбережжі дерево кунінгамії ланцетної.